# André Bernard (musicien)
Pour les articles homonymes, voir André Bernard.
André Bernard est un trompettiste et chef d'orchestre français né le 6 avril 1946 à Gap.

## Biographie
André Bernard naît le 6 avril 1946 à Gap.
Il étudie au Conservatoire de Grenoble, où il obtient un 1er prix de trompette en 1964, puis au Conservatoire de Marseille et au Conservatoire national supérieur de musique de Paris, où il obtient un 1er prix en 1969.
En 1968, il est lauréat du Concours international de Genève.
À la trompette, André Bernard joue notamment comme soliste invité à l'Orchestre de chambre de Heidelberg et se produit en formation trompette et orgue avec Edgar Krapp.
Il mène ensuite une carrière de chef d'orchestre.
En 1982, il est nommé chef permanent du New Symphony Orchestra of London. Il est ensuite principal chef invité de l'Irish Chamber Orchestra à Dublin puis chef invité régulier de l'Orchestre symphonique MAV de Budapest à partir de 1995.